# Königshühner
Die Königshühner (Tetraogallus) sind eine Gattung innerhalb der Familie der Fasanenartigen. Insgesamt fünf Arten werden dieser Gattung zugerechnet. Vier der fünf Arten kommen ausschließlich in den Gebirgen Zentral- und Südasiens vor, das Kaukasus-Königshuhn hingegen im Großen Kaukasus und damit im Grenzbereich zwischen Europa und Asien.

## Merkmale
Alle fünf Arten sind verhältnismäßig große, den Raufußhühnern ähnelnde Vögel mit einem im Verhältnis zum Körperbau langen Hals und langgestreckten Körper. Zwei Arten, das Tibetkönigshuhn und das Altaikönigshuhn, weisen weiße Bäuche auf. Das Kaukasuskönigshuhn, das Kaspikönigshuhn und das Himalajakönigshuhn dagegen haben dunkle Bäuche. Die größte Art unter den Königshühnern ist das Himalajakönigshuhn, das eine Körperlänge von bis zu 62 Zentimeter erreichen kann.
Der Sexualdimorphismus ist nur geringfügig ausgeprägt. Weibchen haben in der Regel ein etwas weniger stark kontrastierendes und matteres Gefieder und sind etwas kleiner als die Männchen. Es gibt jedoch einen auffälligen Unterschied in der Fortbewegungsweise, der hilft, die Geschlechter zu unterscheiden. Aufgescheuchte Weibchen drücken beim Laufen ihr Schwanzgefieder nach unten während Männchen ihr Schwanzgefieder waagerecht halten oder sogar leicht anheben. Männchen, die ihr Revier verteidigen, spreizen ihr Schwanzgefieder sogar nach oben, so dass die weißlichen Unterschwanzdecken gut sichtbar sind. Junge Königshühner erreichen ihre volle Körpergröße erst im zweiten Lebensjahr. 
Das Gefieder der Königshühner ist sehr dick und dicht, was sie befähigt, auch die kalten Winter in ihrem Lebensraum zu überstehen, in dem die Temperaturen auf bis zu −40 °C fallen können. Auf Grund ihrer Körpergröße und des Flügelbaus sind sie nicht in der Lage, von einer flachen Oberfläche aus aufzufliegen.

## Arten
Die folgenden fünf Arten werden zur Gattung der Königshühner gerechnet:
- Kaukasuskönigshuhn (Tetraogallus caucasicus)
- Kaspikönigshuhn (Tetraogallus caspius)
- Himalajakönigshuhn (Tetraogallus himalayensis)
- Tibetkönigshuhn (Tetraogallus tibetanus)
- Altaikönigshuhn (Tetraogallus altaicus)

## Belege

### Einzelbelege
1. ↑   Madge et al., S. 177
2. ↑   Madge et al., S. 174
3. ↑   Madge et al., S. 174